# Leptodontidium quercuum
Leptodontidium quercuum är en svampart som beskrevs av Tsuneda, N. Maek. & Currah 1996. Leptodontidium quercuum ingår i släktet Leptodontidium, ordningen disksvampar, klassen Leotiomycetes, divisionen sporsäcksvampar och riket svampar.   Inga underarter finns listade i Catalogue of Life.